# Arnaldo Pittoni
Arnaldo Pittoni (Trieste, 19 novembre 1927 – Trieste, 11 maggio 2004) è stato un politico italiano.

## Carriera politica
Esponente del Partito Socialista Italiano nel Friuli Venezia Giulia.
Fu Presidente del Consiglio regionale del Friuli-Venezia Giulia per due legislature: dal 4 dicembre 1974 al 16 luglio 1976 succedendo a Alfredo Berzanti fu rieletto all'inizio della legislatura successiva rimanendo in carica dal 17 luglio 1976 al 30 novembre 1978 venendo sostituito da Mario Colli.